# Challenge coin

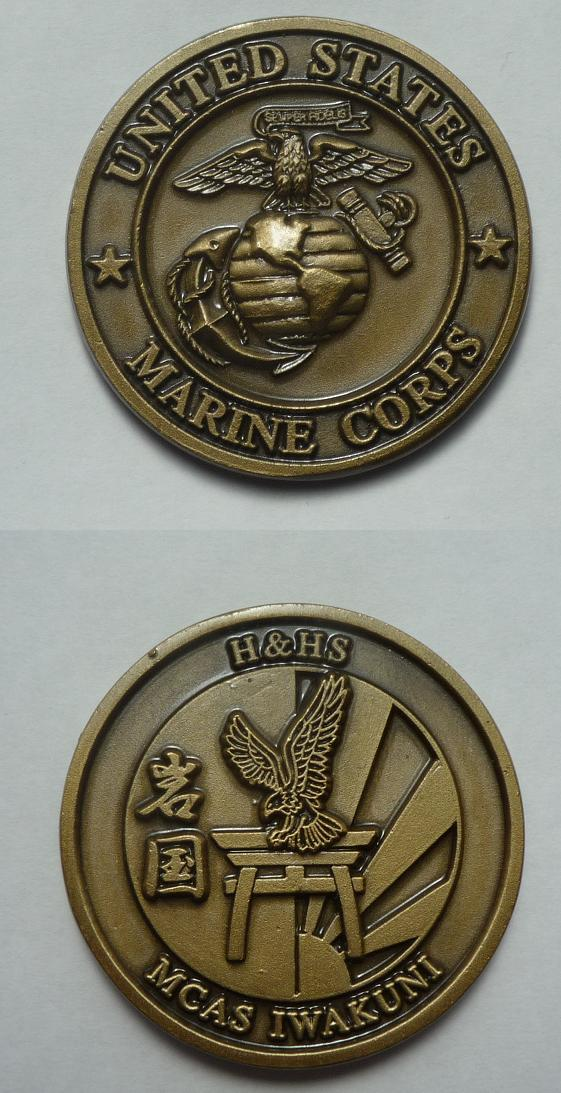
Przykładowy challenge coin US Marine Corps

Challenge coin – rodzaj nieformalnej odznaki symbolizującej przynależność do jednostki wojskowej. Nie jest monetą, ani medalem. Wręczany jest jako dowód uznania i braterstwa przez dowódcę jednostki.
Coin stanowi okrągły kawałek metalu, na którym umieszczone są: symbole danej jednostki wojskowej, motto, nazwisko lub numer żołnierza. Jest też miejsce na inne elementy dodawane przez każdą jednostkę indywidualnie. Dla żołnierzy sił specjalnych to rzecz pamiątkowa. 
Siły specjalne wykorzystują challenge coin jako swoistą oznakę przynależności w warunkach „cywilnych”. Na mundurach  nosi się odznaki pułkowe, a w kieszeni spodni – coin. Obecnie wiele jednostek, nie tylko sił specjalnych, ma swoje coiny.

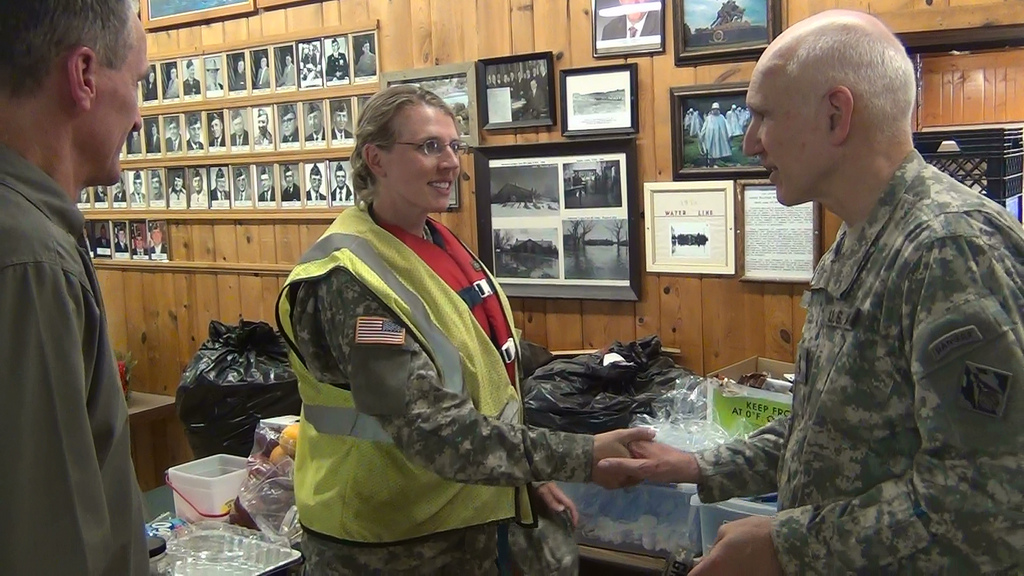
Wręczenie coina.

Z wręczeniem coina wiążą się specyficzne zasady. Podaje się go ukrytego w dłoni, gdy podaje się ją do uściśnięcia. Towarzyszy temu mocny uścisk dłoni. Żołnierz, który go otrzymuje, orientuje się, dopiero gdy poczuje metal na skórze dłoni w czasie uścisku. 
Coiny powstały i są szczególnie popularne w Stanach Zjednoczonych. Jednostki wojskowe innych państw, które współdziałają z jednostkami amerykańskimi, również wprowadzają swoje coiny. W Polsce są to m.in.: GROM, 10 BKPanc.